# John Hall Gladstone

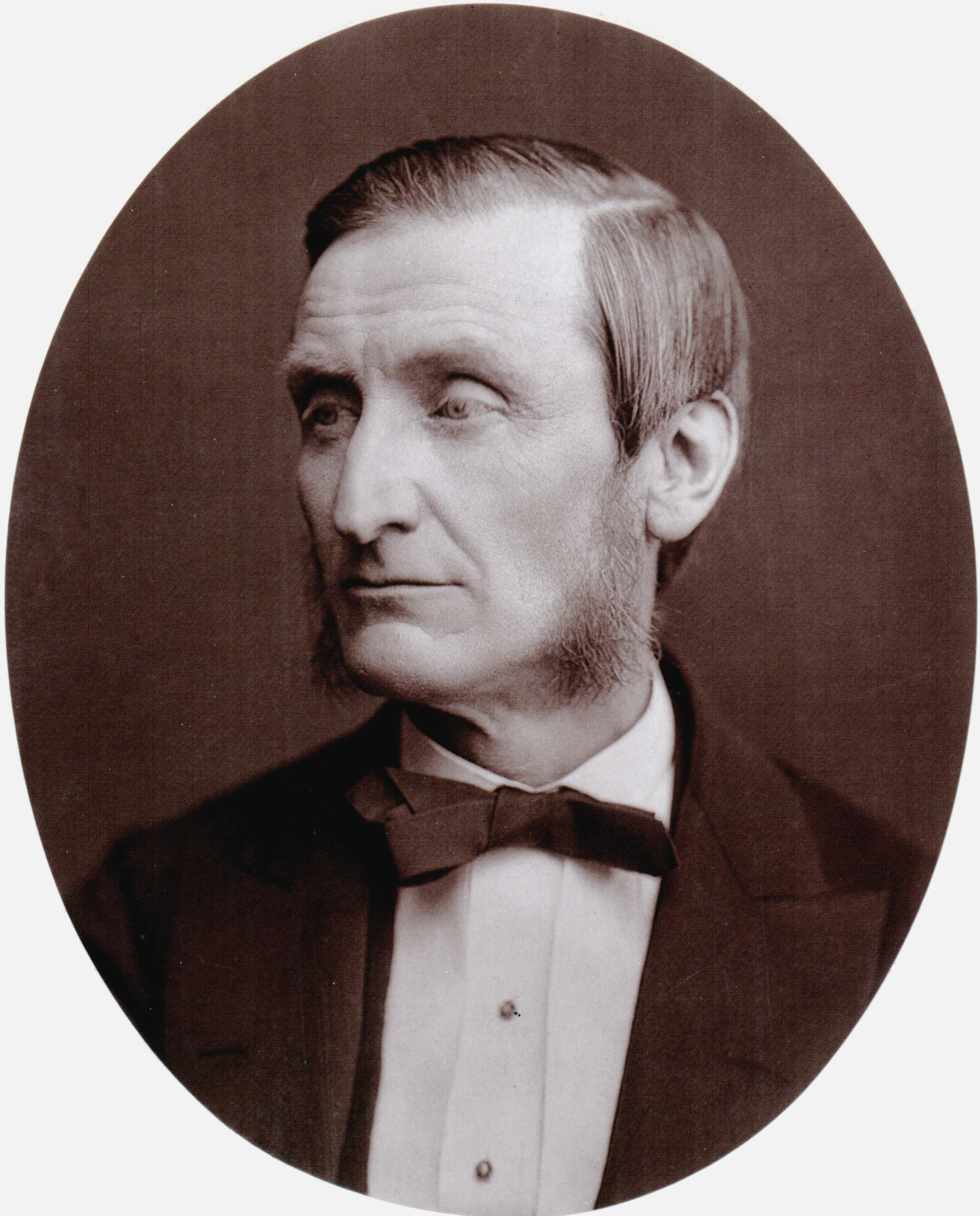
John Hall Gladstone

John Hall Gladstone (* 7. März 1827; † 6. Oktober 1902) war ein britischer Chemiker.
Gladstone studierte am  University College London und an der Universität Gießen. 1850 wurde er Dozent für Chemie am St Thomas’ Hospital und 1853 bereits im Alter von 26 Jahren zum Fellow of the Royal Society ernannt.
1858 begann er mit Thomas Pelham Dale, nach dem Vorgang von Marcelin Berthelot (vgl. Zustandsgleichung von Berthelot), die Arbeiten über das Brechungsvermögen flüssiger Substanzen. Sie ersetzen den Ausdruck von Newton (aus 1666) durch die einfachere Formel (n - 1)/d, die von der Temperatur wenig beeinflusst wird, jedoch bei Änderung des Aggregatzustandes der Substanz versagt.
Er war von 1874 bis 1877 Fullerian Professor of Chemistry an der Royal Institution und von 1874 bis 1876 Präsident der Physical Society. Von 1877 bis 1879 war er Präsident der Chemical Society.
1897 wurde er mit der Davy-Medaille ausgezeichnet.